# Ilse Martha Ries-Hotz
Ilse Martha Ries-Hotz, född 27 juli 1949, är en luxemburgsk bågskytt. Hon deltog vid olympiska sommarspelen 1988.